# 佐野市立田沼西中学校
佐野市立田沼西中学校（さのしりつ たぬまにしちゅうがっこう）は、栃木県佐野市戸室町にあった公立の中学校。

## 沿革

### 年表
- 1970年（昭和45年）4月1日 - 田沼町の5中学校（三好・長谷場・作原・新合・飛駒）を名目統合し、田沼町立西中学校として開校[1]。
- 1971年（昭和46年）4月1日 - 現校地に新校舎落成、新合校舎・飛駒校舎と3校舎体制。
- 1973年（昭和48年）3月31日 - 新合校舎・飛駒校舎廃止[2]。
- 2005年（平成17年）2月28日 - 佐野市との市町合併により佐野市立田沼西中学校に改称。
- 2020年（令和2年）
  - 3月31日 - 閉校
  - 4月1日 - 本校と本校の学区である7つの小学校を統合して小中一貫の佐野市立あそ野学園義務教育学校開校。本校の校舎敷地があそ野学園義務教育学校校舎敷地となった。

## 教育方針
- 教育目標
  - 仲良く協力する生徒
  - 生き方を考え自ら学ぶ生徒
  - 根気強く努力する生徒

## 部活動
- 野球部
- 陸上競技部
- サッカー部
- ソフトテニス部
- バスケットボール部
- バレーボール部
- 卓球部
- 剣道部
- 柔道部
- 吹奏楽部
- 美術・園芸部
- 駅伝部（特設）
- 合唱部（特設）

## 制服
- 2019年（平成31年）度入学生（田沼西中としては最終入学生、あそ野しては現9年生)は開校1年前倒しであそ野義務教育学校の制服を着用。
- 前年度の2018年（平成30年）度入学生（あそ野学園の初代卒業生）のみが下記の制服となっていた。
- 男子　
  - 冬服は標準的な学生服上下である。
  - 夏服はカッターシャツ、スラックスである。
- 女子　
  - 冬服はブレザー、ブラウス、吊りスカートである。
  - 夏服はブラウス、吊りスカートである。